# Tour de Pologne 1971
28. edycja wyścigu kolarskiego Tour de Pologne odbyła się w dniach 17–25 lipca 1971. Rywalizację rozpoczęło 110 kolarzy, a ukończyło 67. Łączna długość wyścigu – 1290,5 km.
Pierwsze miejsce w klasyfikacji generalnej zajął Stanisław Szozda (Legia Warszawa), drugie Jan Smyrak (Górnik Słupiec), a trzecie Ladislav Zakretta (Francja). 
Tour de Pologne 1971 był w sezonie pod względem prestiżu już jedenastym wyścigiem zaliczanym do punktacji AIOCC (Międzynarodowe Stowarzyszenie Organizatorów Imprez Kolarskich). Na starcie stanęła cała czołówka francuskich kolarzy amatorów, z przyszłym (miesiąc później!) mistrzem świata Regisem Ovionem. Wyścig był pechowy dla Ryszarda Szurkowskiego. Kolarz Dolmelu Wrocław ukończył go dopiero na 35. miejscu (stracił na 7. etapie aż 16 minut do zwycięzcy), ale na osłodę pozostało mu dwukrotne zwycięstwo etapowe i wygrane klasyfikacje na najaktywniejszego zawodnika i najlepszego "górala". Sędzią głównym wyścigu był Andrzej Nowak.

## Etapy
| Etap      | Data     | Start - meta                 | Długość (km)            | Zwycięzca etapu    | Lider              |
| I etap    | 17 lipca | Warszawa - Płock             | 107                     | Andrzej Jakubowski | Andrzej Jakubowski |
| II etap   | 17 lipca | Płock – Kutno                | 49                      | Stanisław Szozda   | Andrzej Jakubowski |
| III etap  | 18 lipca | Kutno – Jarocin              | 151                     | Stanisław Szozda   | Jan Smyrak         |
| IV etap   | 19 lipca | Jarocin – Pleszew            | 23 (jazda ind. na czas) | Ladislav Zakretta  | Jan Smyrak         |
| V etap    | 19 lipca | Pleszew - Rawicz             | 103                     | Lech Kluj          | Jerzy Żwirko       |
| VI etap   | 20 lipca | Rawicz - Zgorzelec           | 164                     | Ryszard Szurkowski | Stanisław Szozda   |
| VII etap  | 21 lipca | Lubań – Dzierżoniów          | 158                     | Stanisław Szozda   | Stanisław Szozda   |
| VIII etap | 22 lipca | Ząbkowice Śląskie - Racibórz | 154                     | Claude Magni       | Stanisław Szozda   |
| IX etap   | 23 lipca | Racibórz - Rybnik            | 21 (jazda ind. na czas) | Tadeusz Mytnik     | Stanisław Szozda   |
| X etap    | 23 lipca | kryterium w Rybniku          | 67,5                    | Ryszard Szurkowski | Stanisław Szozda   |
| XI etap   | 24 lipca | Rybnik - Cieszyn             | 118                     | Longin Nadolny     | Stanisław Szozda   |
| XII etap  | 25 lipca | Cieszyn - Gliwice            | 175                     | Regis Ovion        | Stanisław Szozda   |

## Końcowa klasyfikacja generalna

### Klasyfikacja indywidualna
| Poz. | Zawodnik           | Kraj    | Zespół            | Czas (średnia km/h)       |
| ---- | ------------------ | ------- | ----------------- | ------------------------- |
| 1.   | Stanisław Szozda   | Polska  | Legia Warszawa    | 30h 03' 00" (42,945 km/h) |
| 2.   | Jan Smyrak         | Polska  | Górnik Słupiec    | +01' 28"                  |
| 3.   | Ladislav Zakretta  | Francja | Francja           | +02' 16"                  |
| 4.   | Stanisław Labocha  | Polska  | LZS Gryf Szczecin | +02' 56"                  |
| 5.   | Edward Barcik      | Polska  | LZS Zieloni Opole | +03' 12"                  |
| 6.   | Regis Ovion        | Francja | Francja           | +04' 14"                  |
| 7.   | Zygmunt Hanusik    | Polska  | Górnik Lędziny    | +04' 24"                  |
| 8.   | Longin Nadolny     | Polska  | Polonia Piła      | +05' 43"                  |
| 9.   | Kazimierz Jasiński | Polska  | Broń Radom        | +05' 43"                  |
| 10.  | Andrzej Jakubowski | Polska  | Bug Wyszków       | +05' 46"                  |

### Klasyfikacja drużynowa
Klasyfikacji drużynowej nie przeprowadzono.

### Klasyfikacja miast
| 1. | Katowice | Polska | 296 pkt |
| 2. | Warszawa | Polska | 233 pkt |
| 3. | Wrocław  | Polska | 202 pkt |
| 4. | Poznań   | Polska | 202 pkt |
| 5. | Szczecin | Polska | 172 pkt |

### Klasyfikacja najaktywniejszych
| 1. | Ryszard Szurkowski | Polska  | 68 pkt |
| 2. | Stanisław Szozda   | Polska  | 65 pkt |
| 3. | Jan Smyrak         | Polska  | 44 pkt |
| 4. | Zygmunt Hanusik    | Polska  | 41 pkt |
| 5. | Regis Ovion        | Francja | 40 pkt |

### Klasyfikacja górska
| 1. | Ryszard Szurkowski | Polska  | 23 pkt |
| 2. | Jerzy Kowalczuk    | Polska  | 14 pkt |
| 3. | Claude Duterme     | Francja | 14 pkt |
| 4. | Czesław Polewiak   | Polska  | 11 pkt |
| 5. | Jan Smyrak         | Polska  | 11 pkt |